# Project Wing
Project Wingは、Google関連企業のX社が開発を進めるドローン宅配便計画。

## 概要
このウインチを搭載する無人航空機は、カリフォルニア工科大学とマサチューセッツ工科大学（MIT）で実績を積んだ機械エンジニアのJoanna Cohenが設計した。機体はテイルシッターという垂直離着陸機の形態で垂直に上昇後、水平飛行に移行して固定翼機と同様に揚力で飛行する。他社で開発が進められるマルチコプターを使用した場合と比較して航続距離が長く、高速で飛行するため、広大なエリアをカバーするのに適している。機体にはウインチが搭載されていてホバリングする機体から「egg」と呼ばれる装置が毎秒約10m（時速約35km）で荷物と共に降下して地面に近づくと、ウインチ側で毎秒2mに減速して着地したら荷物を離してウインチを巻き上げて戻る。
2017年に実用化を目指しており、2016年にはアメリカ合衆国特許第 9,244,147号が成立した。
アメリカ政府は8月2日に「Project Wingは、外付けでの貨物の運搬や、視界外操縦（beyond line of sight：BLOS）を試験予定」と述べた。